# Eric Magnusson
Eric II —Eiríkr Magnússon; en nòrdic antic Eirik Magnusson en noruec— (1268 – 15 de juliol del 1299) fou Rei de Noruega del 1280 fins al 1299.

## Joventut
Eric era el fill més gran que sobrevisqué al rei de Noruega Magnus el Legislador, i la seva muller Ingeborg Eriksdatter, filla del rei de Dinamarca Eric IV. El 1273 quan tenia 5 anys, rebé el títol de rei, com el seu pare, qui va planejar aguantar una coronació per Eric com el seu subordinar co-governant a l'estiu de 1280. Tanmateix, el rei Magnus mort abans que això podria ser arranjat, i Eric esdevenia rei en solitari i era coronat com a tal a Bergen a l'estiu de 1280. Durant la seva minoria, el regne va ser governat per un consell reial format per barons prominents i probablement també la seva mare, la reina vídua Ingeborg. Després de la majoria d'edat d'Eric el 1282, es creu que aquest consell reial encara tingué forta influència durant el seu regnat. El seu germà, Håkon, rebé el 1273 el títol de Duc de Noruega, i des del 1280 governà una àrea gran al voltant Oslo a la Noruega Oriental i Stavanger al sud-oest, subordinat al rei Eric. La residència principal del rei era a Bergen a la Noruega Occidental.
Eric es casà amb la Princesa Margarida d'Escòcia, filla del rei Alexandre III d'Escòcia a Bergen el 1281. Margarida va morir dos anys més tard de part, donant a llum a Margarida, Dama de Noruega, qui esdevindria reina d'Escòcia del 1286 fins a la seva mort el 1290. La seva mort va provocar la disputa successòria que desembocà en les guerres d'independència escoceses.De forma breu i no reeixida Eric reclamà la corona escocesa com a herència de la seva filla.
Eric es casà més tard amb Isabel Bruce, germana del rei Robert I d'Escòcia. El seu matrimoni no deixà cap hereu mascle supervivent, encara que tingueren una filla, Ingeborg Eriksdatter, que es casà amb Valdemar Magnusson de Suècia, Duc de Finlàndia, el 1312. Ingeborg Eriksdatter rebé el títol de duquessa d'Öland.

## Regnat
Una característica prominent del regnat d'Eric fou la guerra contra Dinamarca, lliurada entre 1287 i 1295. Una motivació important per aquesta lluita era la reclamació d'Eric sobre la seva herència materna danesa. El 1287 establí una aliança amb un grup de nobles danesos, entre els més prominents Jacob Nielsen, Comte de Halland i Stig Andersen Hvide, proscrit a Dinamarca per presumptament haver assassinant el rei danès Eric V. Eric donà refugi als fugitius a Noruega el 1287. El rei Eric va dirigir una flota noruega que, juntament amb els fugitius danesos, va atacar Dinamarca el 1289, incendiant Helsingør i amenaçant Copenhaguen. El 1290 i el 1293 Dinamarca rebé nous atacs navals, abans de fer les paus el 1295.
Eric rebé el renom de "enemic dels clergues" degut a les seves relacions inexistents amb l'església.
Quan Eric morí sense fills fou succeït pel seu germà, com a Håkon V. Fou enterrat a la catedral vella de Bergen, que fou enderrocada el 1531. Avui dia el seu lloc és marcat per un memorial a la fortalesa de Bergenhus.